# 46829 McMahon
46829 McMahon è un asteroide della fascia principale. Scoperto nel 1998, presenta un'orbita caratterizzata da un semiasse maggiore pari a 2,4003127 UA e da un'eccentricità di 0,1799088, inclinata di 5,59254° rispetto all'eclittica.